# Бокша, Владимир Викентьевич
Владимир Викентьевич Бокша (1889 — 22 апреля 1954) — сотрудник органов государственной безопасности и охраны правопорядка, старший майор милиции (1936).

## Биография
Белорус, из семьи служащих. Получил начальное образование в сельской школе в 1901 и среднее образование в реальном училище в 1906. С 1906 до 1912 работал канцеляристом («письмоводец») в различных конторах. С 1912 по 1917 служил в царской армии старшим писарем 169-го Ново-Трокского пехотного полка. С 1917 по 1918 член полкового, дивизионного, армейского комитетов 8-й армии в городе Черновцы, делопроизводитель легко-мортирного артиллерийского дивизиона. С 1918 по 1919 проживал в оккупированном немцами Слуцке, секретарь мирового судьи.
С 1919 работает техническим секретарём — бухгалтером Слуцкой УЧК, комиссаром для поручений, затем до 1920 уполномоченным Омской губернской ЧК по Атбасарскому уезду. Член партии большевиков с февраля 1920. С 1920 по 1921 начальник уездной милиции, заведующий политическим бюро УЧК, председатель Атбасарского уездного исполкома. С июня 1921 по июнь 1922 председатель Акмолинской губернской ЧК (Акмолинского губернского отдела ГПУ). С сентября 1922 по март 1923 начальник Уральского губернского отдела ГПУ. С 1923 по март 1927 начальник секретно-оперативного управления, заместитель полномочного представительства ОГПУ по Казахской ССР. С мая 1927 начальник секретно-оперативного управления полномочного представительства ОГПУ по Средней Азии, потом до мая 1929 помощник полномочного представителя ОГПУ по Средней Азии. С 28 июня 1929 начальник Северных лагерей ОГПУ особого назначения, откуда был уволен летом 1930. С 1931 на руководящих должностях в Главной инспекции милиции и уголовного розыска ОГПУ. До 29 октября 1937 являлся начальником УРКМ НКВД Дальневосточного края.
Затем отозван в распоряжение системы ГУЛАГа. С ноября 1937 по октябрь 1938 начальник 5-го отделения Южлага НКВД. Проживал в селе Убукун Селенгинского района БМАССР. Арестован 7 октября 1938 УГБ УНКВД по ДВК. Обвинялся по статьям 58-1б-7-11 УК РСФСР. Осуждён 17 сентября 1939 Управлением НКВД по ДВК, дело прекращено за недоказанностью, реабилитирован. В 1941 начальник работ строительства НКВД № 194 в системе ГУЛага. Похоронен на Ваганьковском кладбище.

### Звания
- старший майор милиции, 11 июля 1936.

### Награды
- орден Трудового Красного Знамени Узбекской ССР, 31 декабря 1927;
- медаль «За трудовую доблесть», 28 ноября 1941;
- знак «Почётный работник ВЧК-ОГПУ (V)»;
- знак «Почётный сотрудник РКМ (XV)».